# Fiat Talento (2016)
Fiat Talento – samochód osobowo-dostawczy klasy średniej produkowany pod włoską marką Fiat w latach 2016 – 2020.

## Historia i opis modelu

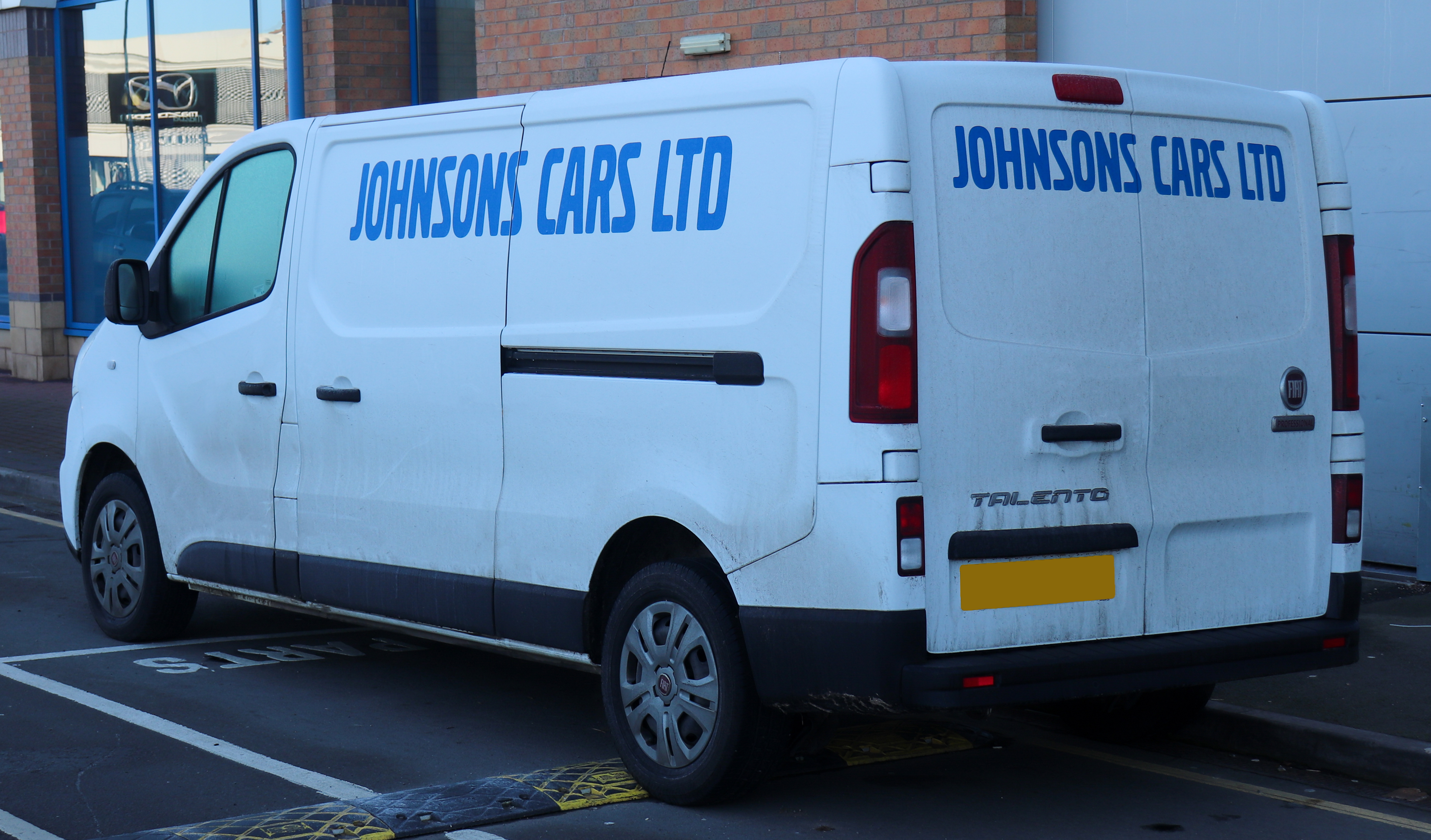
Fiat Talento - tył

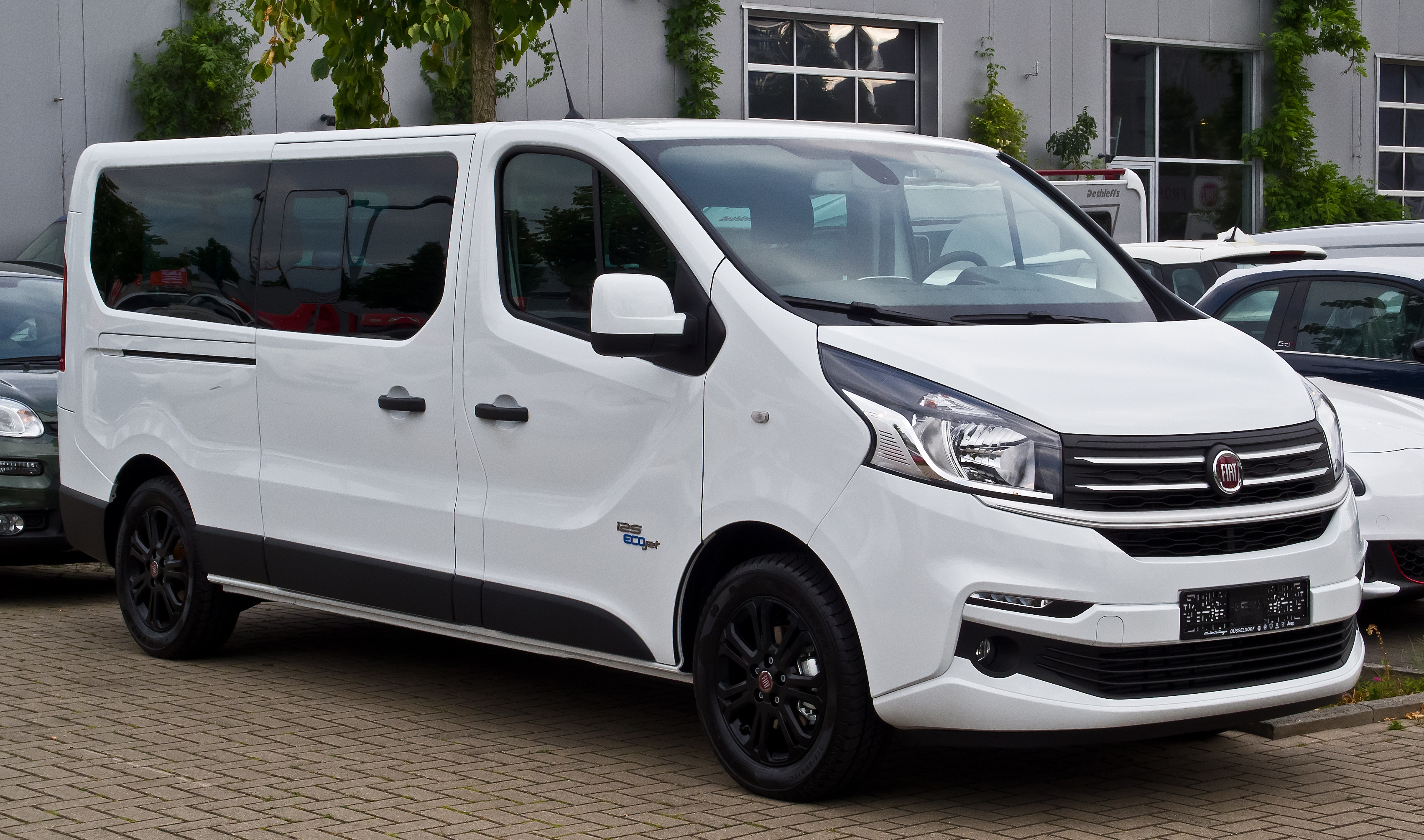
Fiat Talento Kombi

W 2014 roku Fiat podpisał z Renault porozumienie, na mocy którego rozpoczęto produkcję wspólnego modelu samochodu dostawczo-osobowego. Nazwa Talento używana była wcześniej przez koncern Fiat w przypadku pierwszej generacji modelu Ducato z najkrótszym rozstawem osi, która produkowana była w latach 1989 - 1994. W stosunku do bliźniaczych modeli (Opel Vivaro, Renault Traffic) samochód wyróżnia się przeprojektowanymi drobiazgami.
Pod koniec 2019 roku samochód przeszedł drobne zmiany. Pod maską zmodernizowanego pojazdu znalazły się silniki 2.0 EcoJet o mocy 120, 145 lub 170 KM, które zastąpiły starsze jednostki 1.6 EcoJet. We wnętrzu dostawczego Fiata pojawiło się z kolei radio DAB z Bluetooth w podstawowej wersji, a w droższych 7-calowy Touch-Radio Nav z aplikacjami Apple CarPlay i Android Auto.

### Koniec produkcji
W październiku 2020 roku Renault ogłosiło zakończenie swojego partnerstwa z Fiatem, na mocy której produkcja modelu Talento we francuskich zakładach została zakończona, ze sprzedażą pozostałych u dealerów samochodów obejmującą jeszcze 2021 rok. W ramach wejścia przez Fiata w kolejnym roku w skład nowego konglomeratu Stellantis razem z dawnymi markami Groupe PSA, zdecydowano się jesienią 2021 roku powrócić do produkcji bliźniaczego wobec ich modeli Fiata Scudo w postaci nowej, trzeciej generacji. 

### Wersje wyposażenia[7]
- Base
- SX
- Tenico
- Sportivo
- Turismo

Standardowe wyposażenie podstawowej wersji Base obejmuje m.in. poduszkę powietrzną czołową kierowcy i pasażera, systemy ABS i ESC, radioodtwarzacz z MP3, AUX i Bluetooth, elektrycznie regulowane i podgrzewane lusterka, światła do jazdy dziennej, prawe drzwi boczne przesuwane, drzwi tylne dwuskrzydłowe, elektrycznie regulowane szyby przednie, oraz centralny zamek z pilotem.
Bogatsza wersja SX dodatkowo wyposażona jest w m.in. klimatyzacje manualną.
Topowa wersja Turismo została ponadto wyposażona w m.in. światła przeciwmgielne, kierownicę obszytą skórą, tempomat, podłokietniki w pierwszym, drugim i trzecim rzędzie siedzeń, czujniki cofania, radio z 7 calowym ekranem dotykowym i nawigacją GPS, przyciemniane szyby, klimatyzację manualną dwustrefową, a także światła do jazdy dziennej LED.

### Silniki[8]
| 1.6 EcoJet Turbo     | 1598 | R4 | 95 (70)/3500   | 260/1500 |
| 1.6 EcoJet TwinTurbo | 1598 | R4 | 125 (92)/3500  | 320/1500 |
| 1.6 EcoJet TwinTurbo | 1598 | R4 | 145 (107)/3500 | 340/1750 |